# 大森静佳
大森 静佳（おおもり しずか、1989年5月11日 - ）は、日本の歌人。岡山県出身、京都市在住。「塔」編集委員。笹井宏之賞選考委員。

## 経歴
岡山県立岡山朝日高等学校在学時に短歌に出会い、2年次より「毎日歌壇」への投稿を始める。高校3年時に毎日歌壇賞を受賞。京都大学文学部入学と同時に京都大学短歌会に入会、のちに同会代表を務める。
大学在学中の2010年に作品「硝子の駒」50首で第56回角川短歌賞受賞。2013年、第1歌集『てのひらを燃やす』を刊行し、第39回現代歌人集会賞受賞。翌2014年、同歌集で第20回日本歌人クラブ新人賞、第58回現代歌人協会賞を受賞。なおいずれの賞でも史上初の平成生まれの受賞者である。2018年、第2歌集『カミーユ』を刊行、同書で第12回日本一行詩大賞を受賞（2019年）。2018年より笹井宏之賞の選考委員に就任。2021年度NHK短歌選者。2023年、第3歌集『ヘクタール』で第4回塚本邦雄賞を受賞。
スーパーリアリズムの鉛筆画家・大森浩平は実弟。夫は歌人で精神科医の土岐友浩。

## テレビ
- NHK短歌（NHKEテレ） - 選者、2021年度、2024年度

## 著書

### 単著

#### 歌集
- 『てのひらを燃やす』2013年5月25日、角川学芸出版、ISBN 978-4-04652-727-1
  - 『新版 歌集 てのひらを燃やす』2018年6月30日、KADOKAWA、ISBN 978-4-04884-183-2
- 『カミーユ』2018年5月15日、書肆侃侃房、ISBN 978-4-86385-315-7
- 『ヘクタール』2022年7月27日、文藝春秋、ISBN  978-4-16-391573-9

#### 評論集
- 『この世の息 歌人・河野裕子論』2020年12月14日、KADOKAWA、ISBN 9784-04884-387-4

### アンソロジー
- 山田航編『桜前線開架宣言 Born after 1970 現代短歌日本代表』2015年12月25日、左右社、ISBN 978-4-86528-133-0
- 東直子・佐藤弓生・千葉聡編『短歌タイムカプセル』2018年1月31日、書肆侃侃房、ISBN 978-4-86385-300-3